# 乙支文徳 (駆逐艦)
乙支文徳（ウルチムンドク、日本語読み：いつしぶんとく、朝鮮語：을지문덕、ラテン文字：Euljimundok, DDH-972）は、大韓民国海軍の駆逐艦。広開土大王級駆逐艦の2番艦。艦名は乙支文徳に由来する。

## 艦歴
「乙支文徳」は、KDX-Iに基づく3,200トン級駆逐艦として大宇重工業玉浦造船所で建造され、1997年10月16日進水、1999年8月31日に就役した。母港は京畿道平沢市に所在する平沢海軍基地で、第2艦隊の旗艦も務めている。2000年と2004年にリムパックに参加した。
2012年12月9日、搭載していた発電機の緊急停止とそれに伴う電源系トラブルにより、黄海・於青島付近の海上で約5時間に渡り行動不能に陥った。